# Расова мистификация
Расовата мистификация е мистификация, която представлява невярно твърдение за извършено от някого криминално деяние поради расата на фабрикувания извършител. Расовите мистификации са смятани за едни от причините за расовото профилиране от полицията.